# André Deluol
André Deluol, né à Valence le 27 août 1909 et mort à Saint-Michel-en-l'Herm le 26 avril 2003, est un sculpteur français.

## Biographie
André Deluol est le petit-fils de l’architecte Casimir Genest (1846-1918), qui a édifié à Valence un ensemble de villas autour d’un jardin, pour lui et sa famille : le Clos Genest. La villa Margot a été réalisée pour sa mère Marguerite.
Il passe son enfance en Algérie où son père est gouverneur militaire.
En 1928, il vient à Paris et entre dans l'atelier d'Ernest Laurent à l'école des Beaux-Arts. Il est d'abord peintre et fresquiste (décor du chœur de l'église de Bourg-lès-Valence) puis il se tourne vers la sculpture. Un séjour en Grèce en 1933 conforte sa vocation. Il pratique la taille directe : Pourquoi employer le modelage ? Le bloc de pierre fait pour nous la moitié du travail. Il nous prête son poids, sa matière, qui est suggestive, ses surprises qui nous stimulent. Il arrive qu'il nous donne jusqu'au sujet (interview parue dans Beaux-Arts en septembre 1936). Il a créé tout un monde de figures dansantes, images souriantes de la joie de vivre. Avec le temps ses œuvres prennent un côté plus décoratif et plus monumental.
Il a créé de nombreuses médailles pour la monnaie de Paris et travaillé pour l'orfèvrerie Christofle et la cristallerie Daum.

## Œuvres
Les œuvres d'André Deluol sont exposées au Musée d'art moderne de la Ville de Paris, au Musée de la ville de Paris (ou Petit Palais), et aux musées de Poitiers, Nîmes, Valence, Amsterdam et Alger. À noter également le musée Deluol de Saint-Michel-en-l'Herm (Vendée) riche de 150 œuvres du sculpteur et peintre.

## Monuments
André Deluol est l'auteur de monuments à Saint-Gaudens, Manosque (fontaine), Louviers, Étampes, La Seyne-sur-Mer (monument aux morts), Argentière-la-Bessée, Pont de l'Isère (monument du 45e parallèle) et de nombreux décors pour des établissements scolaires à Clermont-Ferrand, Gonesse, Étampes, Versailles, Privas, Rodez (L'Enlèvement) et Grasse.

## Distinctions
André Deluol est nommé chevalier des Arts et des Lettres en 1957 et reçoit, entre autres récompenses, la médaille de vermeil de l’Ordre de l’Étoile civique en 1973, le Grand Prix Édouard-Marcel Sandoz décerné par la Fondation Taylor en 1981 et la médaille de vermeil des Arts et Lettres en 1993.